# Karl Christian Bruhns
Karl Christian Bruhns, född 22 november 1830 i Plön, död 25 juli 1881 i Leipzig, var en tysk astronom.
Bruhns anställdes 1852 vid Berlins observatorium samt blev 1860 professor i astronomi och direktor vid det nya observatoriet i Leipzig. Han upptäckte sex nya kometer och lämnade en mängd banberäkningar samt värdefulla arbeten över längd-, bredd- och asimutbestämningar. Han utarbetade även utmärkta sjuställiga logaritmtabeller (1869). Han inrättade dessutom 24 meteorologiska stationer inom Tyskland och redigerade åtta årgångar av meteorologiska observationer. Hans viktigaste arbete är Die astronomische Strahlenbrechung in ihrer historischen Entwicklung (1861).